# 給付行政
給付行政（きゅうふぎょうせい、ドイツ語: leistende VerwaltungまたはLeistungsverwaltung）とは、行政作用のうち国民生活に不可欠な物質（水道等）や役務（交通手段等）の給付によって行政の目的が達せられるものの総称。規制行政の対義語。

## 意義と分類
給付行政は規制行政の対義語として用いられる。規制行政とは警察行政のように行政作用のうち私人の権利や自由の制限によって行政の目的が達せられるものをいう。
給付行政は公共の利益と密接に関連するが、だからといって給付行政においては必ず公法上の法律関係が成立するものではない。
なお、行政作用の分類には、規制行政（侵害行政）と給付行政の二分法のほか、三分法（規制行政、給付行政、調達行政）や四分法（侵害行政、調達行政、規制行政、給付行政、組織行政）など様々なものがあり論者により異なる。

## 歴史的背景
行政の活動の余地が少なければ少ないほど良いと考えられていた夜警国家では、国家の行政活動の中心は公共の秩序維持であった。しかし、現代行政では生存権の保障など給付行政の比重が大きくなった点に大きな特徴がある。
市民革命によって成立した近代民主主義国家は、国防や治安など最小限の任務を行い(夜警国家)、市民の経済活動には干渉しない(自由放任主義)ものとされた。しかし、資本主義の発達に伴い、19世紀後半から社会の諸問題が噴出したため、これらを解決すべく国家の積極的な介入が不可欠となった。こうして20世紀に入ると、国民間の格差是正など、社会的弱者の生活保障によって、国民生活の福祉や公正を図る福祉国家が出現した。

## 給付行政における行為形式
国又は地方公共団体が給付行政を行うに当たって用いる行為形式には、様々なものがある。
例えば、ガス・水道の供給など、各種供給事業における便益の供与は、契約によって行われるのが通例である。一方、生活保護、年金又は補助金など、行政行為(交付決定)の形をとるものもある。